# Catastoma
Catastoma is een geslacht van schimmels uit de familie van de Agaricaceae. De typesoort is Catastoma circumscissum.

## Soorten
Volgens Index Fungorum telt het geslacht zes soorten (peildatum oktober 2020):
| Soortnaam               | Auteur(s)              | Publicatiejaar |
| ----------------------- | ---------------------- | -------------- |
| Catastoma abnormale     | Lloyd                  | 1908           |
| Catastoma cellulosum    | (Ellis & Everh.) Lloyd | 1922           |
| Catastoma circumscissum | Berk. & M.A. Curtis    | 1892           |
| Catastoma maculatum     | Har. & Pat.            | 1909           |
| Catastoma nigrescens    | Lloyd                  | 1905           |
| Catastoma pila          | Long                   | 1909           |